# What Do You Think About The Car?
What Do You Think About the Car? è il primo album in studio del cantautore britannico Declan McKenna, pubblicato nel 2017.

## Tracce
Testi e musiche di Declan McKenna, eccetto dove indicato.
1. Humongous – 5:21
2. Brazil – 4:12
3. The Kids Don't Wanna Come Home – 5:17
4. Mind – 4:20
5. Make Me Your Queen – 3:41
6. Isombard – 3:44
7. I Am Everyone Else – 3:56
8. Bethlehem – 3:46
9. Why Do You Feel So Down – 3:41
10. Paracetamol – 5:18
11. Listen to Your Friends (Declan McKenna, Rostam Batmanglij) – 4:19